# Luís Archer
Luís Jorge Peixoto Archer, S.J. GCSE (Porto, Nevogilde, 5 de maio de 1926 — Lisboa, 8 de outubro de 2011) foi um padre jesuíta e cientista português.

## Família
Filho de Luís Jorge Peixoto Archer e de sua mulher Cândida Fernandes Jorge Guimarães (Coimbra, Figueira da Foz, baptizada a 22 de agosto de 1891).

## Biografia
Luís Archer concluiu os estudos liceais no "Liceu Rodrigues de Freitas" e estudou piano no Conservatório de Música do Porto entre 1936 e 1945. Terminou a licenciatura em Ciências Biológicas na Faculdade de Ciências da Universidade do Porto no ano de 1947 com a média final de 18 valores, pelo que ganhou o prémio, atribuído pelo Rotary Club, de melhor estudante dessa Faculdade.
No dia 7 de Dezembro de 1947, e depois de já ter sido contratado como Assistente Extraordinário por Américo Pires de Lima, entrou no Noviciado da Companhia de Jesus, em Guimarães (onde estudou humanidades durante dois anos). Nos anos seguintes estudou filosofia (1951-1954) na Faculdade Pontifícia de Braga (atualmente Universidade Católica Portuguesa) e teologia (1956-1959) na Alemanha, em Frankfurt am Main, onde foi ordenado sacerdote no dia 31 de Julho de 1959. 
No ano de 1964 começou a estudar bioquímica e genética na Universidade de Georgetown nos Estados Unidos, onde fez o doutoramento em genética molecular em 1967. A partir de 1968 Archer introduziu em Portugal a investigação em genética molecular, tendo fundado os laboratórios de Genética Molecular do Instituto Gulbenkian de Ciência e do Instituto de Ciências Biomédicas Abel Salazar da Universidade do Porto. Durante vinte anos trabalhou  no Instituto Gulbenkian de Ciência e foi professor catedrático de Genética Molecular na Faculdade de Ciências e Tecnologia da Universidade Nova de Lisboa de 1979 a 1996.
Foi director da série de Ciências Naturais da revista Brotéria entre 1962 e 1979. Entre 1980 e 2002 dirigiu a Brotéria-Genética, instituída em 1980 como órgão oficial da Sociedade Portuguesa de Genética, de que foi presidente entre 1978 e 1981.
No final dos anos setenta, e sem que abandonasse a sua actividade científica, Luís Archer começou a dirigir os seus interesses intelectuais para a Bioética, área em que desempenharia um papel pioneiro em Portugal. A sua obra concentrou-se em três grandes áreas: a reprodução humana artificial; a terapia génica; e o conhecimento do genoma humano e suas implicações éticas.
A 26 de Abril de 1991 foi agraciado com a Grã-Cruz da Ordem Militar de Sant'Iago da Espada.
Em homenagem a Luís Archer, a Sociedade Portuguesa de Genética criou o Prémio Prof. Doutor Luís Archer.
Morreu aos 85 anos, após ter sido transportado para o Hospital de Santa Maria em Lisboa, devido a uma indisposição.

## Cargos
- Presidente da Comissão da Ética para as Ciências da Vida (CNECV) (20 de novembro de 1996 a 20 de novembro de 2001).[8]
- Presidente da Sociedade Portuguesa de Genética (no período de 1978 a 1981).[9]
- Coordenador do Centro de Investigação em Genética Molecular Humana (no período de 1991 a 2000).[10]
- Presidente da Comissão de Avaliação Externa das licenciaturas em Biologia das Universidades Portuguesas (no período de 2000 a 2001).[4]

## Prémios e distinções
- Rotary Club (1947) por se ter licenciado com a nota mais elevada de entre todas as licenciaturas desse ano na Faculdade de Ciências.[3]
- Grã-Cruz da Ordem Militar de Sant’Iago da Espada (26 de Abril de 1991).[4]
- Prémio de Cultura Padre Manuel Antunes (2006).[4]
- Membro efectivo da Classe de Ciências da Academia das Ciências de Lisboa[11]
- Membro efectivo da European Academy of Sciences and Arts.[12]
- Membro efectivo da New York Academy of Sciences[13]
- Prémio Nacional de Bioética (2008)[14]
- Doutoramento Honoris Causa pela Universidade Nova de Lisboa (2009)

## Obras
- Transformação Genética em Células Sincronizadas de Bacillus subtilis (Porto: Imprensa Portuguesa, 1968)
- Bacterial Transformation (London: Academic Press, 1973)
- Genética Molecular (Lisboa: Editorial Brotéria, 1976)
- Temas Biológicos e Problemas Humanos (Lisboa: Editorial Brotéria, 1981)
- La Amenaza de la Biologia (Madrid: Editorial Pirâmide, 1983)
- Perspectives in Biotechnology, (New York: Plenum Press, 1987). Livro publicado em co-autoria com J. Duarte, A.  Bull e G. Holt.
- Desafios da Nova Genética (Lisboa: Editorial Brotéria, 1992)
- Bioética (Lisboa: Verbo, 1996). Livro publicado em co-autoria com Jorge Biscaia e Walter Osswald.
- Novos Desafios à Bioética (Porto: Porto Editora, 2001). Livro publicado em co-autoria com Jorge Biscaia, Walter Osswald e Michel Renaud.
- Da Genética à Bioética (Coimbra: Gráfica de Coimbra 2, 2006).
- Obra Selecta do Padre Luís Archer, S.J. Volume I: História e Filosofia das Ciências (Lisboa: Fundação Calouste Gulbenkian, 2015)
- Obra Selecta do Padre Luís Archer, S.J. Volume II: Ciência e Religião (Lisboa: Fundação Calouste Gulbenkian, 2016)
- Obra Selecta do Padre Luís Archer, S.J. Volume III: Bioética (1980-1997) (Lisboa: Fundação Calouste Gulbenkian, 2017)
- Obra Selecta do Padre Luís Archer, S.J. Volume IV: Bioética (1998-2007) (Lisboa: Fundação Calouste Gulbenkian, 2017)